# Evolucija Pokémona
U Pokémon svijetu, evolucija je iznenadna promjena oblika Pokémona, obično popraćena povećanjem njegovih statistika. Evolucija se može odviti na više načina, ali najčešće se događa kada Pokémon skupi određenu količinu iskustva. Pokémon evolucija ne može se usporediti s Darwinovom evolucijom; više nalikuje na metamorfozu.

## Razvojni stadiji
Svi Pokémoni mogu biti jedan od četiri razvojna stadija (iako zasada ne postoji nijedan Pokémon čiji evolucijski lanac sadrži sva četiri stadija) – Beba Pokémon, Elementarni Pokémon, Pokémon 1. Stupnja i Pokémon 2. Stupnja. Elementarni Pokémon obično je prvi u evolucijskom lancu, ali neki se Pokémoni razvijaju iz Pokémon Beba. Mnogi od tih Elementarnih Pokémona mogu evoluirati iznad elementarne razine i takav se Pokémon naziva Pokémon 1. Stupnja. Kada Pokémoni 1. Stupnja evoluiraju, novi oblik se naziva Pokémon 2. Stupnja. Pokémon Bebe kote se od dva starija člana svog evolucijskog lanca (npr. Pichu se koti iz Poké-jajeta kojeg se dobije od ženke Pikachua ili Raichua).
U svijetu Pokémona, može biti više Pokémona 1. i 2. Stupnja u evolucijskom lancu, ali nikada nije postojao Pokémon 3. Stupnja.
Pokémoni poput Eeveeja, Slowpokea, Tyroguea, Wurmplea, Clamperla i Burmyija imaju razgranate evolucijske lance: mogu se razviti u jednog od dva, tri ili sedam mogućih oblika. 

## Oblici Pokémon evolucija
Evolucija se u Pokémonu može odviti zbog nekoliko različitih razloga, tri najčešće vrste evolucija jesu stjecanjem iskustva (evolucija izazvana kroz stjecanje odgovarajuće količine iskustva), evolucija kamenjem (evolucija izazvana kroz primjenu Evolucijskog kamenja) i evolucija razmjenom (evolucija koja se odvije kada je Pokémon razmijenjen na drugu Pokémon igru).

## Evolucija kroz stjecanje iskustva
Najčešće, Pokémoni evoluiraju kada steknu određenu količinu iskustva. Kao i mnogobrojne PC igre, snaga Pokémona mjeri se po njegovoj razini, koja se kreće od 1 do 100. Pokémon koji se razvija na ovaj način evoluirat će kad dostigne određenu razinu. Npr. Bulbasaur se razvija u Ivysaura na 16. razini, a Ivysaur se zatim razvija u Venusaura na 32. razini. Ovom metodom evolucije, razvijeni stadiji uče nove tehnike sporije od nižih stadija. Npr. Bulbasaur nauči svoju završnu tehniku Sunčeve zrake (Solar Beam) na 48. razini, Ivysaur je nauči na 54. razini, dok je Venusaur nauči na 65. razini. Doduše, evolucija ove vrste može otvoriti novu paletu napada koje Pokémon može naučiti, ili sposobnost da nauči neke tehnike kroz različite Tehničke (TM) ili Skrivene (HM) Uređaje. Npr. nakon puštanja Pokémon Yellow u prodaju, jedini Pokémon u Charmanderovom evolucijskom lancu koji je mogao naučiti Letenje (Fly) bio je Charizard.
Isto tako, kada se Pokémonu da Rijetki slatkiš (Rare Candy), njegova će se razina podignuti za jednu više, osim kada je Pokémon na 100. razini, najvišoj mogućoj razini.

## Evolucija kroz sreću
Evolucija koja se temelji na Sreći varijacija je evolucije kroz stjecanje iskustva, a prvi je put uvedena u Pokémon Gold, Silver i Crystal. Počevši od tog vremena, igre su pratile skrivenu statistiku Sreće Pokémona koja je ovisila o nekoliko faktora, kao što je broj bitaka u kojem je Pokémon bio onesviješten ili koliko je puta hranjen s proizvodima koji mu poboljšavaju statistike. Ako je statistika Sreće dovedena do maksimuma, Pokémon će se razviti čim prijeđe na višu razinu. Obično su to Bebe Pokémoni, kao što su Pichu, Cleffa, Igglybuff i Togepi, koji se razvijaju na ovaj način, i dvije nove evolucije Eeveea, Mračni tip Umbreon (u večernjim satima), i Psihički tip Espeon (u jutarnjim satima, ili tijekom dana), dolaze u ovoj metodi evolucije. Ipak, ove evolucije Eeveea ne mogu se steći u Pokémon FireRed i LeafGreen jer nema nikakvog sistema u igri koji prati vrijeme. Neki stariji Pokémoni kao što su Chansey i Golbat, dobili su svoje evolucije kroz ovu metodu, razvijajući se u Blissey i Crobata.
U igrama Pokémon Diamond i Pearl, Riolu će se u Lucaria razviti samo kroz sreću tijekom dana. Chingling se u Chimecha razvija kada dostigne visok prag sreće, ali tijekom noći.

## Evolucija kamenjem
Druga najčešća evolucija; uz evoluciju kroz stjecanje iskustva, jest evolucija kamenjem. Ovdje spadaju Vatreni kamen, Vodeni kamen, Gromoviti kamen, Lisnati kamen, Mjesečev kamen, Sunčani kamen, Kamen zore, Sjajni kamen, Kamen sumraka i Ovalni kamen. Kada se jedan od njih upotrijebi na kompatibilnom Pokémonu, Kamen odmah izaziva evoluciju. Promjene uzrokovane evolucijom koristeći neki od Kamena izaziva drastičnije promjene nego ona izazvana stjecanjem iskustva. Često će novi, razvijeni Pokémon početi učiti sasvim nove tehnike nakon evolucije od onih koje bi naučio u svom prijašnjem obliku; zapravo, neki Pokémoni prestaju učiti nove tehnike nakon evolucije Kamenjem. Evolucija Kamenjem uvijek pretvara Pokémona u njegov posljednji stupanj evolucijskog lanca. 
Postoji i mogućnost višestrukih evolucijskih prijelaza koristeći Pokémon Kamenje, a to se možda najviše da primijetiti kod Pokémona Eeveea. Prilično skroman Normalni Pokémon, Eevee ima pet mogućih evolucija, od kojih se tri izazivaju Vodenim (Vaporeon), Gromovitim (Jolteon) i/ili Vatrenim (Flareon) kamenom. Ostale dvije evolucije zahtijevaju kombinaciju pravog vremena i Sreće (Espeon danju, Umbreon navečer), dok Leafeon i Glaceon zahtijevaju posebna mjesta u Sinnohu. Još jedan Pokémon koji ima razdijeljene evolucije jest Gloom, koji se može razviti s Lisnatim (Vileplume) ili Sunčanim (Bellossom) kamenom. Dva Pokémona određenog spola razvijaju se putem Kamena zore: mužjak Kirlie u Galladea i ženka Snorunta u Froslass.

## Evolucija kroz razmjenu
Treća najčešća evolucija naziva se evolucija kroz Razmjenu. Ove se evolucije izazivaju kada se Pokémon razmijeni između dva igrača putem kabelske, infracrvene ili internetske veze. Nema nikakve mane kao prethodne dvije evolucije; čak štoviše, Pokémoni koji evoluiraju ovom metodom u svom novom obliku rastu i uče nove tehnike brže od ostalih Pokémona. 
Četiri su Pokémona koja se razvijaju istog trenutka nakon razmjene: Kadabra se razvija u Alakazama, Machoke u Machampa, Graveler u Golema, te Haunter u Gengara.
Mala promjena u ovoj evoluciji uvedena je s dolaskom Pokémon Gold i Silver videoigara. U ovoj varijanti, razmijenjeni će se Pokémon razviti samo ako drži određeni predmet. Onix i Scyther pri razmjeni moraju držati Metalni Ogrtač (Metal Coat)  kako bi se razvili u Steelixa i Scizora. Poliwhirl i Slowpoke razvit će se u Politoeda i Slowkinga samo kada pri razmjeni drže Kraljev kamen. U Pokémon Ruby i Sapphire, Pokémon Clamperl ima dvije metode evolucije, a ovise o tome drži li Dubokomorski zub (Deepseatooth) ili Dubokomorsku ljusku (Deepseascale).
Trenutačno, postoji samo jedan Pokémon koji se dvaput razvija kroz razmjenu: Porygon, nakon što je razmijenjen dok drži Nadogradnju (Up-Grade) postaje Porygon2, a Porygon2 razmijenjen dok drži Nejasni disk (Dubious Disc) postaje Porygon-Z.

## Evolucija kroz privrženost
Šesta generacija igara je uvela koncept privrženosti (affection) koji je različit od sreće iz druge generacije. Podizanjem privrženosti kroz mini igru Pokemon-Amie, Pokemon može brže skupljati iskustvo, lakše izbjegavati napade ili preživjeti ih kada bi se inače onesvijestio. Međutim, Eevee se preko ove mehanike može razviti u svoj osmi mogući razvojni oblik: Sylveona. To je Pokemon Vilinskog tipa, a da bi Eevee postao Sylveon, mora doseći bar drugi stupanj privrženosti treneru (2 simbola srca od 5), te mora znati bar jednu vilinsku tehniku. Najčešće će to biti Slatke Oči (Baby-doll Eyes).

## Neobične evolucije
Jedan Pokémon u Ruby i Sapphire igri razvija se u skladu s dodatnom statistikom koja se inače upotrebljava samo u Pokémon Izložbama – statistika Ljepote. Taj je Pokémon Feebas, koji se razvija u Milotica kada mu je statistika Ljepote dovedena do maksimuma i prijeđe na višu razinu. Ovu je evoluciju nemoguće izazvati u Pokémon FireRed i LeafGreen jer statistika Ljepote nije dio ovih verzija.
Još je jedan neobičan primjer evolucije Nincadin evolucijski lanac. Kada se Nincada razvije u Ninjaska, igrač će dobiti još jednu Nincadinu evoluciju, Shedinju, pod uvjetom da nema više od pet Pokémona u svom timu jer će Shedinja zauzeti šesto mjesto. Također, igrač mora imati barem jednu praznu Poke-loptu.
U Pokémon Ruby i Sapphire, Wurmple se razvija u Silcoona ili Cascoona. Postoje mnoge teorije u kojim se nude razna objašnjenja kako se on razvija, uključujući i evolucije danju i noću, evolucije uvjetovane spolom ili statistikama, pa čak i one koje se temelje na njegovoj Naravi, ali zapravo je uvjetovano skrivenom vrijednošću koja je izabrana kada se Wurmplea sretne u divljini.
Tyrogue ima tri moguća evolucijska pravca, ovisno o omjeru njegovih Attack i Defense statistika kada dostigne 20 razinu. Ako je Defense statistika viša od Attack statistike, razvija se u Hitmonchana; ako je Attack statistika veća, razvija se u Hitmonleea; a ako su mu Attack i Defense statistike jednake, razvija se u Hitmontopa, kojega je vjerojatno najteže steći, jer Tyrogueova Narav može onemogućiti jednak rast njegovih Attack i Defense statistika. Igrači koji žele Hitmontopa Tyrogueu daju Proteine (Protein), koji se koristi ako mu je Attack prenizak, pa ga žele povećati. Ako mu je Defense prenizak, onda mu se daje Željezo (Iron).
Možda najneobičniju metodu evolucije ima Pokemon Inkay iz 6. generacije- igara Pokemon X i Y. Da bi ga razvio u Malamara, igrač treba okrenuti konzolu 3DS naopako kada Inkay dosegne bar razinu 30 u borbi. Konzola prepoznaje svoj položaj putem ugrađenih žiroskopskih senzora. Evolucija je simbolička, jer nakon evolucije, položaj dijelova tijela Malamara je obrnut u odnosu na Inkayev.